# Гвоздарев, Иван Яковлевич
Иван Яковлевич Гвоздарев (1812—1851) — промышленник, мореход, исследователь Арктики. Участник арктической экспедиции Петра Пахтусова, экспедиции Августа Цивольки.

## Биография
Родился в селе Сорока Кемского уезда Архангельской губернии в семье крестьян-поморов.
В 1832 г. участвовал в экспедиции Петра Пахтусова в отряде лейтенанта Кротова. Лодья Гвоздарева, дойдя до Малых Кармакул, потеряла грот-мачту, выгрузила перевозимую ей избу в Кармакулах и 28 августа 1832 г. вернулась в Архангельск.
В 1834 г. у берегов Новой Земли в губе Митюшиха нашел остатки разбитого судна экспедиции лейтенанта Кротова.
В 1835 г. И. Я. Гвоздарев при встрече с Пахтусовым у Горбовых островов сообщил ему важные сведения о Новой Земле, в том числе карты заливов Митюшиха, Мелкой и полуострова Адмиралтейства.
В 1838 г. ходил к Новой Земле в составе экспедиции Августа Цивольки, для перевозки припасов была нанята его промысловая лодья грузоподъемностью 7000 пудов.
в 1842 г. дошёл вдоль западного берега Новой Земли до островов Баренца.
В мае 1851 г. он вышел на собственной шхуне «Григорий Богослов» из Белого моря на Шпицберген.
В состав экипажа шхуны входили уроженцы Кемского уезда Дружинин, Мыхин и Барцевич, Василий и Яков Исаковы, Иван Тиханов, Михайлов, Григорий Антипин и Андрей Кашкин.
18 августа 1851 г. вошел в Беллзунд, где был убит членами своей команды Антипиным (по кличке Колуп), Исаковым и Дружининым. По пути домой разбойники убили еще несколько членов команды. В ноябре 1851 г. судно вернулось в Архангельск с братьми Исаковыми и Дружиниными на борту.
Оставшиеся верными Гвоздареву на Шпицбергене Каликин и Тиханов были оставлены на берегу и умерли с голоду.
В мае 1852 г. норвежский шкипер посетил русскую избу в Беллзунде и нашел там два трупа и ружье, на прикладе и ложе которого были вырезаны надписи.
Через шведское посольство ружье было отправлено в Архангельск, где удалось прочитать написанное: «Простите нас грешных, оставили злодеи, Бог им заплати. Донести нашим семействам», «Мы двоима оплакали свою горькую участь, ушли в Рынбовку, это было в Кломбае 1851 года. 8 августа поехали за оленями со шхуны и оставлен товар. Здесь хозяин с 2 человеками ходили по берегу 3 дня, затем приехали. Гвоздарева стрелили 11 августа Колуп. Убежал Иван Тиханов. Убежал Андрей Калинин. Пострелил Ивана Гвоздарева Колуп собака».
После этого власти задержали оставшихся членов команды, они были приговорены к 6000 ударов шпицрутенами и каторжным работам.

## Память
Именем Гвоздарева названа река на Новой Земле между полуостровом Адмиралтейства и Горбовыми островами.